# 정미영
정미영 (1960년 1월 18일 ~ )은 대한민국의 배우이다. 영화 《외계에서 온 우뢰매》로 데뷔하였다.

## 영화 작품
- 1986년 《외계에서 온 우뢰매》: 김 여사
- 1986년 《외계에서 온 우뢰매 2》: 엄마, 김 여사
- 1987년 《가슴을 펴라》
- 1987년 《외계에서 온 우뢰매 전격 쓰리 작전》: 김 여사
- 1987년 《우뢰매 4탄 썬더V 출동》: 김 여사